# Liste des volumes de « Découvertes Gallimard » (3e partie)

Cet article est un complément de l'article sur la collection « Découvertes Gallimard ». Il contient la liste des volumes de « Découvertes Gallimard (Albums) », de « Découvertes Gallimard Texto », de « Découvertes Gallimard Hors série » et douze films documentaires adaptés de « Découvertes Gallimard ». Il fait suite à Liste des volumes de « Découvertes Gallimard » (2e partie).

Logo de « Découvertes Gallimard ».

## Découvertes Gallimard (Albums)
| Titre | Auteur | Date de parution | ISBN              |
| --- | --- | ---------------- | ----------------- |
| L'Égypte à la chambre noire : Francis Frith, photographe de l'Égypte retrouvée (Trad. de l'anglais par Marie-Lise Marlière)  | Jean Vercoutter | 22-05-1992       | (ISBN 2070566617) |
| La légende noire du bagne : Le journal du forçat Clémens                                                                     | Michel Pierre | 22-05-1992       | (ISBN 2070565084) |
| L'art de la guerre : Machines et stratagèmes de Taccola, ingénieur de la Renaissance (Trad. de l'allemand par Antoine Guémy) | Eberhard Knobloch | 22-05-1992       | (ISBN 2070566633) |
| Les fureurs du Vésuve ou l'autre passion de sir William Hamilton (Trad. de l'italien par Stéphanie Laporte)                  | Carlo Knight | 22-05-1992       | (ISBN 2070566625) |
| À la découverte de l'Amazonie : Les carnets du naturaliste Hercule Florence                                                  | Mario Carelli | 22-05-1992       | (ISBN 2070566609) |
| Le Théâtre du Nouveau Monde : Les grands voyages de Théodore de Bry                                                          | Marc Bouyer, Jean-Paul Duviols                                                                                                | 22-05-1992       | (ISBN 2070565092) |
| Claude Debussy : Le plaisir et la passion                                                                                    | Gilles Macassar, Bernard Merigaud                                                                                             | 18-11-1992       | (ISBN 2070532240) |
| Les Amériques latines en France                                                                                              | Pierre Kalfon, Jacques Leenhardt (Avec la collaboration avec Michèle et Armand Mattelart)                                     | 18-11-1992       | (ISBN 2070532232) |
| Le Triomphe de la méthode : Traité de l'attaque des places de Monsieur de Vauban ingénieur du Roi                            | Nicolas Fauchere, Philippe Prost                                                                                              | 07-12-1992       | (ISBN 2070532275) |
| La mine mode d'emploi : La Rouge Myne de Sainct Nicolas de La Croix                                                          | Collectif d'Hubert Bari, Paul Benoit, Emmanuelle Brugerolles, Pierre Fluck et d'Henri Schoen ; illustrations d'Heinrich Groff | 07-12-1992       | (ISBN 207056858X) |
| Un banquier mis a nu : Autobiographie de Matthäus Schwarz, bourgeois d'Augsbourg (Trad. de l'allemand par Antoine Guémy)     | Philippe Braunstein | 07-12-1992       | (ISBN 2070568571) |
| En piste ! : Le cirque en images des sœurs Vesque                                                                            | Bernadette Boustany | 07-12-1992       | (ISBN 2070566595) |
| D-Day: The Normandy Landings and the Liberation of Europe (Trad. de l'anglais britannique non signée)                        | Anthony Kemp (en) | 11-05-1994       | (ISBN 2070585247) |

## Découvertes Gallimard Texto
Inspirés des « témoignages et documents ».
| No | Titre                             | Auteur                              | Date de parution | ISBN              |
| -- | --------------------------------- | ----------------------------------- | ---------------- | ----------------- |
| 1  | Vivre en Égypte ancienne          | Bernadette Menu                     | 23-04-1998       | (ISBN 2070534243) |
| 2  | Penser l'univers                  | Jean-Pierre Verdet                  | 23-04-1998       | (ISBN 2070534235) |
| 3  | Les Grecs et leur monde           | Pierre Brulé                        | 23-04-1998       | (ISBN 2070534227) |
| 4  | Impression... impressionnisme     | Sylvie Patin                        | 23-10-1998       | (ISBN 2070534553) |
| 5  | De l'esclave au citoyen           | Philippe Haudrère, Françoise Vergès | 23-10-1998       | (ISBN 2070534545) |
| 6  | La passion des premiers Chrétiens | Pierre-Marie Beaude                 | 23-10-1998       | (ISBN 207053460X) |

## Découvertes Gallimard Tirage limité
- Les fastes de la cuisine française : Les recettes de Jules Gouffé, réinterprétées par Bernard Loiseau et présentées par Anthony Rowley, format carré, 1994,  (ISBN 978-2-07-053307-7).
- La 2 CV dans tous ses états, présentation de Jacques Wolgensinger, textes de Gilbert Lascault, Boris Vian et Jean-Louis Ezine, tirage limité, édition hors commerce, format carré, 1995,  (ISBN 9782070533664).
- Le noble jeu des échecs, Jean-Michel Péchiné, tirage limité, édition hors commerce, format carré, 1997.

## Catalogues et jeux
- Collectif. Îles. Bibliothèque publique d'information, Centre Georges Pompidou, catalogue d'exposition, 1987  (ISBN 9782070563630).
- Catalogue 1992 : Découvertes Gallimard,  (ISBN 9782279535360).
- Catalogue 1992 : Découvertes Gallimard Albums. Environ 100 pages. 1re et 4e de couverture illustrées en couleurs. Nombreuses illustrations en couleurs, dans le texte.
- Découvertes Gallimard : Catalogue 1993/1994.
- Découvertes Gallimard : Catalogue 1995. 96 pages. 1re et 4e de couverture illustrées en couleurs. Nombreuses illustrations en couleurs, dans le texte.
- Découvertes Gallimard Catalogue 1997.
- Découvertes Gallimard Catalogue 1999.
- Catalogue : Histoire du XXe siècle, 1999.

Jeux
- Le Jeu des Découvertes ― 28 énigmes pour jouer seul ou à plusieurs (2002), était offert aux clients de la collection « Découvertes Gallimard ». Chacune des vingt-huit énigmes présentées a pour but de découvrir une réponse dans un domaine culturel, historique ou artistique. Une immersion dans le livre dont l'énigme est extraite.
- Le Jeu des Découvertes, édition 2004. Nouveau, 3 niveaux de questions.

## Découvertes Gallimard Carnet d’expo
| Titre                                                            | Auteur                     | Date de parution | ISBN                 |
| ---------------------------------------------------------------- | -------------------------- | ---------------- | -------------------- |
| Tintoret : Naissance d'un génie                                  | Guillaume Cassegrain       | 01-03-2018       | (ISBN 9782072781575) |
| Kupka                                                            | Pierre Brullé              | 15-03-2018       | (ISBN 9782072781582) |
| Lassaâd Metoui : Le pinceau ivre                                 | Alain Rey                  | 12-04-2018       | (ISBN 9782072794513) |
| Miró                                                             | Agnès de la Beaumelle      | 27-09-2018       | (ISBN 9782072798481) |
| L'âge d'or de la peinture anglaise                               | Amandine Rabier            | 05-09-2019       | (ISBN 9782072859595) |
| El Greco (édition anglaise, trad. du français par Lisa Davidson) | Charlotte Chastel-Rousseau | 03-10-2019       | (ISBN 9782072877094) |
| Greco                                                            | Charlotte Chastel-Rousseau | 17-10-2019       | (ISBN 9782072866302) |
| Les musiques de Picasso                                          | Cécile Godefroy            | 17-09-2020       | (ISBN 9782072894534) |
| Peintres femmes 1780-1830                                        | Martine Lacas              | 25-02-2021       | (ISBN 9782072906640) |
| Yves Saint Laurent aux musées                                    | Collectif                  | 03-03-2022       | (ISBN 9782072984310) |
| Pionnières : Artistes dans le Paris des Années folles            | Mathilde de Croix          | 10-03-2022       | (ISBN 9782072979873) |

## Découvertes Gallimard Hors série

Logo de « Découvertes Gallimard Hors série ».

| Titre                                                                                          | Auteur                                                | Date de parution                     | ISBN                 |
| ---------------------------------------------------------------------------------------------- | ----------------------------------------------------- | ------------------------------------ | -------------------- |
| Les Premières feuilles de la marguerite : Affiches Gaumont 1905–1914                           | Jean-Louis Capitaine                                  | 15-11-1994                           | (ISBN 2070532992)    |
| Qu'est-ce qu'on ne sait pas ? : Les rencontres philosophiques de l'UNESCO                      | Collectif                                             | 05-12-1995                           | (ISBN 2070533271)    |
| Corot: Extraordinary landscapes (Trad. du français par Lisa Davidson)                          | Vincent Pomarède, Gérard de Wallens                   | 26-03-1996                           | (ISBN 2070533794)    |
| Sont-ils parmi nous ? : La nuit extraterrestre                                                 | Guillaume Godard, Pierre Lagrange, Clarisse Le Friant | 14-11-1997                           | (ISBN 2070534413)    |
| Matisse et le Maroc                                                                            | Christophe Domino                                     | 19-10-1999                           | (ISBN 2070535029)    |
| Picasso sculpteur                                                                              | Dominique Dupuis-Labbé                                | 06-06-2000                           | (ISBN 2070535142)    |
| La Vénus de Milo : Un mythe                                                                    | Dimitri Salmon                                        | 11-10-2000                           | (ISBN 2070535312)    |
| Rodin, Le Baiser                                                                               | Hélène Pinet                                          | 11-10-2000                           | (ISBN 9782070535033) |
| Toutânkhamon : Le trésor                                                                       | Jean-Pierre Corteggiani                               | 11-10-2000                           | (ISBN 2070535045)    |
| Manet : Natures mortes                                                                         | Isabelle Cahn                                         | 11-10-2000                           | (ISBN 2070535355)    |
| Une autre histoire de l'espace                                                                 | Alain Dupas                                           | 03-11-2000                           | (ISBN 2070535304)    |
| L'École de Paris : L'atelier cosmopolite (1904–1929)                                           | Jean-Louis Andral, Sophie Krebs                       | 06-12-2000                           | (ISBN 2070535363)    |
| Picasso érotique                                                                               | Dominique Dupuis-Labbé                                | 21-02-2001                           | (ISBN 207076088X)    |
| Les années Pop                                                                                 | Christophe Domino                                     | 28-03-2001                           | (ISBN 2070760898)    |
| Une autre histoire des religions, tome I : Les religions présentes                             | Odon Vallet                                           | 04-04-2001                           | (ISBN 2070760901)    |
| Les Diamants de la Couronne                                                                    | Gérard Mabille                                        | 04-04-2001                           | (ISBN 2070761258)    |
| Jean Dubuffet : Le monde de L'Hourloupe                                                        | Jacinto Lageira                                       | 12-09-2001                           | (ISBN 2070763161)    |
| Toulouse-Lautrec : L'art de l'affiche                                                          | Bertrand Lorquin                                      | 06-02-2002                           | (ISBN 2070764788)    |
| Le Gray : L'œil d'or de la photographie                                                        | Sylvie Aubenas                                        | 27-03-2002                           | (ISBN 2070765288)    |
| Van Gogh : L'atelier d'Arles                                                                   | Pascal Bonafoux                                       | 02-05-2002                           | (ISBN 2070765784)    |
| Victor Hugo : Dessins                                                                          | Pierre Georgel                                        | 02-10-2002                           | (ISBN 2070766268)    |
| Une autre histoire des religions, tome II : Savoirs et pouvoirs                                | Odon Vallet                                           | 16-10-2002                           | (ISBN 2070766942)    |
| Matisse Picasso : Dialogues                                                                    | Jacinto Lageira                                       | 16-10-2002                           | (ISBN 2070424634)    |
| Francis Picabia : La peinture mise à nu                                                        | Jean-Louis Pradel                                     | 20-11-2002                           | (ISBN 2070763609)    |
| Chevaux d'Orient                                                                               | Jean-Louis Gouraud                                    | 20-11-2002                           | (ISBN 2070766837)    |
| Magritte : Mots et images                                                                      | Jacinto Lageira                                       | 06-02-2003                           | (ISBN 2070427447)    |
| Gauguin à Tahiti                                                                               | Claire Frèches-Thory                                  | 25-09-2003                           | (ISBN 2070301567)    |
| Sandro Botticelli (Trad. de l'italien par Ida Giordano)                                        | Morena Costantini                                     | 16-10-2003                           | (ISBN 2070304418)    |
| Autoportraits du XXe siècle                                                                    | Pascal Bonafoux                                       | 01-04-2004                           | (ISBN 2070313662)    |
| Robert Capa : L'œil du 6 juin 1944                                                             | Claude Quétel                                         | 29-04-2004                           | (ISBN 2070315673)    |
| Le monde des estampes japonaises                                                               | Nelly Delay                                           | 23-09-2004                           | (ISBN 2070317382)    |
| Véronèse (Trad. de l'italien par Frédéric Morvan)                                              | Morena Costantini                                     | 30-09-2004                           | (ISBN 2070317188)    |
| La Statue de la Liberté : Le défi de Bartholdi                                                 | Marie-Sophie Corcy, Lionel Dufaux, Nathalie Vuhong    | 02-12-2004                           | (ISBN 207030583X)    |
| Matisse Derain : 1905, un été à Collioure                                                      | Joséphine Matamoros (ca), Dominique Szymusiak         | 23-06-2005                           | (ISBN 2070306992)    |
| Chefs-d'œuvre de la Collection Phillips                                                        | Pascal Bonafoux                                       | 24-11-2005                           | (ISBN 2070319539)    |
| Le Douanier Rousseau : Le petit livre de la jungle                                             | Claire Frèches-Thory                                  | 16-03-2006                           | (ISBN 2070321177)    |
| Peintres à la Cour de Chine                                                                    | Marie-Catherine Rey                                   | 28-04-2006                           | (ISBN 2070338355)    |
| Les Nymphéas                                                                                   | Pierre Georgel                                        | 18-05-2006                           | (ISBN 2070320022)    |
| La Collection Jean Walter et Paul Guillaume                                                    | Pierre Georgel                                        | 18-05-2006                           | (ISBN 2070320030)    |
| The Musée de l'Orangerie (Édition en langue anglaise, trad. du français par John Adamson (en)) | Pierre Georgel                                        | 22-07-2006                           | (ISBN 2070781674)    |
| Le musée de l'Orangerie                                                                        | Pierre Georgel                                        | 26-07-2006                           | (ISBN 2070336972)    |
| Titien portraitiste                                                                            | Tullia Carratù                                        | 14-09-2006                           | (ISBN 2070339580)    |
| Venise et l'Orient                                                                             | Aurélie Clemente-Ruiz                                 | 12-10-2006                           | (ISBN 2070340791)    |
| René Lalique : Inventeur du bijou moderne                                                      | Yvonne Brunhammer                                     | 15-03-2007                           | (ISBN 9782070344741) |
| Piero della Francesca : D'Arezzo à Sansepolcro                                                 | Neville Rowley                                        | 14-06-2007                           | (ISBN 9782070347681) |
| Arcimboldo                                                                                     | Sylvia Ferino-Pagden                                  | 20-09-2007                           | (ISBN 9782070348039) |
| Jean Joseph Marie Carriès : Sculpteur et céramiste                                             | Amélie Simier                                         | 04-10-2007                           | (ISBN 9782070348046) |
| La Figuration narrative                                                                        | Jean-Louis Pradel                                     | 10-04-2008                           | (ISBN 9782070356164) |
| Mantegna à Mantoue                                                                             | Michel Laclotte                                       | 18-09-2008                           | (ISBN 9782070357802) |
| Picasso et les maîtres anciens                                                                 | Marie-Laure Bernadac                                  | 02-10-2008                           | (ISBN 9782070359318) |
| De Miró à Warhol : La collection Berardo                                                       | Jean-François Chougnet                                | 09-10-2008                           | (ISBN 9782070359905) |
| Histoire du livre                                                                              | Bruno Blasselle                                       | 11-12-2008                           | (ISBN 9782070122479) |
| Kandinsky : Le peintre de l'Invisible                                                          | Olga Medvedkova                                       | 09-04-2009                           | (ISBN 9782070359820) |
| Louis Blériot : La traversée de la Manche                                                      | Alain Dégardin                                        | 18-06-2009                           | (ISBN 9782070399499) |
| Le musée d'Histoire de Nantes : Château des ducs de Bretagne                                   | Krystel Gualdé, Bertrand Guillet                      | 22-07-2009                           | (ISBN 9782070355389) |
| Louis C. Tiffany : Le maître du verre                                                          | Rosalind Pepall de Mestral                            | 10-09-2009                           | (ISBN 9782070337736) |
| Renoir au XXe siècle                                                                           | Sylvie Patry                                          | 24-09-2009                           | (ISBN 9782070337446) |
| Teotihuacán : La cité des Dieux                                                                | Henri Stierlin                                        | 01-10-2009                           | (ISBN 9782070357468) |
| Ensor : Le carnaval de la vie                                                                  | Laurence Madeline                                     | 22-10-2009                           | (ISBN 9782070399505) |
| Villes rêvées, villes durables ?                                                               | Éric Charmes, Taoufik Souami                          | 22-10-2009                           | (ISBN 9782070356676) |
| Lucian Freud : Peintre de la nudité                                                            | Philippe Comar                                        | 04-03-2010                           | (ISBN 9782070437337) |
| La Fondation Marguerite et Aimé Maeght : L'art et la vie                                       | Yoyo Maeght                                           | 24-06-2010                           | (ISBN 9782070127559) |
| Les fastes des Médicis                                                                         | Maria Sframeli                                        | 30-09-2010                           | (ISBN 9782070130689) |
| Gérôme : De la peinture à l'image                                                              | Laurence des Cars                                     | 07-10-2010                           | (ISBN 9782070130672) |
| Versailles et les sciences                                                                     | Catherine Arminjon                                    | 07-10-2010                           | (ISBN 9782070130696) |
| Rehab : L'art de re-faire                                                                      | Bénédicte Ramade                                      | 14-10-2010                           | (ISBN 9782070440061) |
| La photographie, du daguerréotype au numérique                                                 | Quentin Bajac                                         | 28-10-2010                           | (ISBN 9782070130665) |
| Cranach : Le pouvoir des images                                                                | François-René Martin                                  | 03-02-2011                           | (ISBN 9782070132614) |
| Manet : L'héroïsme de la vie moderne                                                           | Stéphane Guégan                                       | 24-03-2011                           | (ISBN 9782070132270) |
| En pays Dogon                                                                                  | Aurélien Gaborit                                      | 31-03-2011                           | (ISBN 9782070442782) |
| Cézanne et Paris                                                                               | Denis Coutagne                                        | 06-10-2011                           | (ISBN 9782070134878) |
| Artemisia Gentileschi : « Ce qu'une femme sait faire ! »                                       | Alexandra Lapierre                                    | 08-03-2012                           | (ISBN 9782070446612) |
| Les nus de Degas                                                                               | Xavier Rey                                            | 15-03-2012                           | (ISBN 9782070137152) |
| À la gloire des bêtes                                                                          | Emmanuelle Héran                                      | 15-03-2012                           | (ISBN 9782070446841) |
| Versailles : 400 ans d'histoire                                                                | Frédéric Lacaille                                     | 29-03-2012                           | (ISBN 9782070444304) |
| Venise au temps de Canaletto                                                                   | Annalisa Scarpa                                       | 14-09-2012                           | (ISBN 9782070138708) |
| Les impressionnistes et la mode                                                                | Philippe Thiébaut                                     | 27-09-2012                           | (ISBN 9782070138074) |
| Cartes et images des Nouveaux Mondes                                                           | Jean-Yves Sarazin                                     | 11-10-2012                           | (ISBN 9782070138050) |
| Soutine : « Le lyrisme de la matière »                                                         | Marie-Madeleine Massé                                 | 18-10-2012                           | (ISBN 9782070138715) |
| Les Mille et Une Nuits                                                                         | Élodie Bouffard, Anne-Alexandra Joyard                | 23-11-2012                           | (ISBN 9782070139835) |
| Lascaux                                                                                        | Jean-Michel Geneste                                   | 07-12-2012                           | (ISBN 9782070139514) |
| Le Gouffre de Padirac                                                                          | Didier Dubrana                                        | 28-03-2013                           | (ISBN 9782070139163) |
| Le Verre de Murano : De la Renaissance au XXIe siècle                                          | Rosa Barovier Mentasti, Cristina Tonini               | 05-04-2013                           | (ISBN 9782070140435) |
| Les Macchiaioli : Des impressionnistes en Toscane                                              | Béatrice Avanzi, Marie-Paule Vial                     | 05-04-2013                           | (ISBN 9782070140930) |
| Picasso et la céramique                                                                        | Bruno Gaudichon                                       | 07-05-2013                           | (ISBN 9782070140442) |
| Les ateliers du Midi                                                                           | Marie-Paule Vial                                      | 06-06-2013                           | (ISBN 9782070141760) |
| Diderot et ses artistes                                                                        | Michel Delon                                          | 03-10-2013                           | (ISBN 9782070142767) |
| L'homme nu                                                                                     | Philippe Comar                                        | 03-10-2013                           | (ISBN 9782070142118) |
| Félix Vallotton                                                                                | Isabelle Cahn                                         | 03-10-2013                           | (ISBN 9782070142125) |
| Joséphine impératrice                                                                          | Amaury Lefébure                                       | 13-03-2014                           | (ISBN 9782070144914) |
| Naples et le trésor de San Gennaro                                                             | Paolo Jorio (it)                                      | 20-03-2014                           | (ISBN 9782070144693) |
| Tatouages                                                                                      | Jérôme Pierrat                                        | 13-05-2014                           | (ISBN 9782070145690) |
| Au temps des Borgia                                                                            | Marie Viallon                                         | 18-09-2014                           | (ISBN 9782070146628) |
| Niki de Saint Phalle                                                                           | Camille Morineau                                      | 18-09-2014                           | (ISBN 9782070146611) |
| Hokusai                                                                                        | Laure Dalon                                           | 18-09-2014                           | (ISBN 9782070146598) |
| Deux mille ans de commerce maritime : De l'amphore au conteneur                                | Didier Frémond, Agnès Mirambet-Paris                  | 09-10-2014                           | (ISBN 9782070146956) |
| Paul Durand-Ruel : Le marchand des impressionnistes                                            | Claire Durand-Ruel Snollaerts                         | 09-10-2014                           | (ISBN 9782070146949) |
| Velázquez                                                                                      | Véronique Gerard-Powell                               | 10-04-2015                           | (ISBN 9782070148509) |
| Fragonard amoureux                                                                             | Guillaume Faroult                                     | 10-09-2015                           | (ISBN 9782070106882) |
| Picasso.mania                                                                                  | Didier Ottinger                                       | 24-09-2015                           | (ISBN 9782070106899) |
| Élisabeth Vigée Le Brun                                                                        | Geneviève Haroche-Bouzinac                            | 24-09-2015                           | (ISBN 9782070106660) |
| Chagall et la musique                                                                          | Ambre Gauthier                                        | 08-10-2015                           | (ISBN 9782070107063) |
| Sepik : Arts de Papouasie Nouvelle-Guinée                                                      | Philippe Peltier                                      | 15-10-2015                           | (ISBN 9782070107087) |
| Élisabeth Vigée Le Brun - version anglaise                                                     | Geneviève Haroche-Bouzinac                            | 28-02-2016                           | (ISBN 9782070177820) |
| Picasso et les arts et traditions populaires                                                   | Bruno Gaudichon                                       | 22-04-2016                           | (ISBN 9782070180844) |
| Hergé, Tintin & compagnie                                                                      | Dominique Maricq                                      | 15-09-2016                           | (ISBN 9782072687426) |
| Henri Fantin-Latour                                                                            | Leïla Jarbouai                                        | 22-09-2016                           | (ISBN 9782072687433) |
| Rodin : L'invention permanente                                                                 | Catherine Chevillot                                   | 23-03-2017                           | (ISBN 9782072720482) |
| Chambord : Le rêve d'un roi                                                                    | Claire Bommelaer-Bettan                               | 06-04-2017                           | (ISBN 9782072694332) |
| Rubens : Portraits princiers                                                                   | Julien Magnier                                        | 05-10-2017                           | (ISBN 9782072740183) |
| L'Historial de la Grande Guerre                                                                | Collectif                                             | 08-11-2018                           | (ISBN 9782072822063) |
| Les arts joailliers : Métiers d'excellence                                                     | Guillaume Glorieux                                    | 25-04-2019                           | (ISBN 9782072822599) |
| Les métiers d'art du Mobilier national                                                         | Marie-Hélène Bersani, Thierry Sarmant                 | 17-09-2020                           | (ISBN 9782072902987) |
| Flaubert, itinéraire d'un écrivain normand                                                     | Stéphanie Dord-Crouslé                                | 11-03-2021                           | (ISBN 9782072930317) |
| L'Académie équestre de Versailles                                                              | Sophie Nauleau                                        | 07-10-2021                           | (ISBN 9782072948664) |
| Musée départemental Albert Kahn                                                                | Luce Lebart                                           | 10-03-2022                           | (ISBN 9782072947117) |
| Au cœur de la Monnaie de Paris                                                                 | Jean-Noël Mouret                                      | 17-03-2022                           | (ISBN 9782072947131) |
| Camées et intailles : l'art des pierres gravées                                                | Philippe Malgouyres                                   | 07-04-2022                           | (ISBN 9782072943263) |
| Les images d'Épinal : Trésors populaires                                                       | Jennifer Heim, Christelle Rochette                    | 12-05-2022 (parution prévisionnelle) | (ISBN 9782072951879) |

## Documentaires adaptés des «Découvertes Gallimard»
Production : Trans Europe Film
Durée : 52 minutes
| Documentaire                                 | Réalisateur             | Voix off                                                                                 | Année de sortie | Adaptation de                                                 | Auteur                                 |
| -------------------------------------------- | ----------------------- | ---------------------------------------------------------------------------------------- | --------------- | ------------------------------------------------------------- | -------------------------------------- |
| Il était une fois la Mésopotamie             | Jean-Claude Lubtchansky | François Marthouret, Corinne Jaber, Jean-Claude Lubtchansky                              | 1998            | Il était une fois la Mésopotamie (no 191)                     | Jean Bottéro, Marie-Joseph Stève       |
| Quand le Japon s’ouvrit au monde             | Jean-Claude Lubtchansky | François Marthouret, Michel Duchaussoy                                                   | 1998            | Quand le Japon s’ouvrit au monde (no 99)                      | Keiko Omoto, Francis Macouin           |
| Galilée, le messager des étoiles             | Jean-Claude Lubtchansky | François Marthouret, Ruggero De Pas                                                      | 1999            | Galilée, le messager des étoiles (no 10)                      | Jean-Pierre Maury                      |
| Vers Tombouctou : L’Afrique des explorateurs | Jean-Claude Lubtchansky | François Marthouret, Yves Lambrecht, Richard Sammel                                      | 1999            | Vers Tombouctou : L’Afrique des explorateurs II (no 216)      | Anne Hugon                             |
| Les Cités perdues des Mayas                  | Jean-Claude Lubtchansky | François Marthouret, Marc Zammit                                                         | 2000            | Les Cités perdues des Mayas (no 20)                           | Claude-François Baudez, Sydney Picasso |
| Champollion, un scribe pour l’Égypte         | Jean-Claude Lubtchansky | Françoise Fabian, Jean-Hugues Anglade                                                    | 2000            | Champollion : Un scribe pour l’Égypte (no 96)                 | Michel Dewachter                       |
| Léonard de Vinci                             | Jean-Claude Lubtchansky | Aurore Clément, Gérard Desarthe                                                          | 2001            | Léonard de Vinci : Art et science de l’univers (no 293)       | Alessandro Vezzosi                     |
| L’Empire des nombres                         | Philippe Truffault      | Denis Guedj                                                                              | 2001            | L’Empire des nombres (no 300)                                 | Denis Guedj                            |
| La Terre des Peaux-Rouges                    | Jean-Claude Lubtchansky | Serge Avédikian, François Marthouret                                                     | 2002            | La Terre des Peaux-Rouges (no 14)                             | Philippe Jacquin                       |
| Angkor, la forêt de pierre                   | Jean-Claude Lubtchansky | Serge Avédikian, Sylvie Moreau                                                           | 2002            | Angkor : la forêt de pierre (no 64)                           | Bruno Dagens                           |
| Darwin et la science de l’évolution          | Valérie Winckler        | Claude Aufaure, Valérie Winckler                                                         | 2002            | Darwin et la science de l’évolution (no 397)                  | Patrick Tort                           |
| Le Mystère des sources du Nil                | Stéphane Bégoin         | Séverine Lathuillière, Jacques-Henri Fabre, Vincent Grass, José Luccioni, Serge Marquant | 2003            | L'Afrique des explorateurs : Vers les sources du Nil (no 117) | Anne Hugon                             |